# 布倫宣言
世界語主義宣言， 又名布倫宣言， 是世界語運動上一份極具歷史價值的文件。宣言由柴門霍夫所起草， 並於1905年法國濱海布洛涅舉辦的第一屆世界語大會上通過。

## 內容
布倫宣言由簡介及另外五項組成。
簡介部分：柴門霍夫解釋稱， 宣言中的五項相當由必要設立，因爲很多人錯誤地理解世界語運動。宣言以下的五項很大程度上是對這些錯誤觀念的回應。
第一項：世界語主義是指支持推廣國際輔助語的運動。除此之外並無他意。世界語主義在政治、宗教及道德上中立，以及不尋求替代任何存在語言，僅輔助之。
第二項：世界語主義者認識到世界語是最可能實現的國際輔助語，並且一同努力推廣豐富之。
第三項：世界語不屬於任何人。所有人可以以任何理由使用之。
第四項：《世界語基礎》是唯一的、永遠的世界語權威，並且不能被修改。世界語不依賴於任何機構，任何政府及任何個人，包括柴門霍夫本人。倘若《世界語基礎》沒有提及，則任何可以自主決定如何解決遇到的語言問題。
第五項：世界主義者是指能夠說世界語的人。支持世界語主義者加入到世界語社群，但並不強求。

## 外部鏈接
- 布倫宣言全文（中文） （页面存档备份，存于）